# 于北辰 (1968年)
于北辰（1968年1月2日—），中華民國無黨團結聯盟政治人物，中華民國陸軍少将（退役），現任桃園市議會議員。籍貫山東省莱阳市，出生於臺北市，現居桃園市桃園區。中正國防幹部預備學校八期、中華民國陸軍軍官學校正五九期機械系畢業，反共立場鮮明，在軍中被視為是李翔宙、高華柱人馬，深受二人重用。曾任中國國民黨桃園市黨部副主任委員、中國國民黨黃復興黨部黃國園支部主任委員、黃國園志工關懷會長、中華民國國防部陸軍司令部委員、陸軍裝甲第五四二旅旅長、國防部戰規司軍編處參謀，以及陸軍軍官學校正五九期實習旅長、同學會長和學指部指揮官等職。
因經營Youtube頻道「于北辰將軍」（原「北極星說故事」），且時常開網路直播替軍人發聲，許多網友紛紛「斗內」（音譯英文Donate，指捐款），被稱為「斗內將軍」。2021年12月31日，自行宣布退出國民黨，往後其立場較為偏向泛綠陣營，傾向支持台灣獨立以及堅決反對中共。
2022年，于北辰參與桃園市議員選舉，並在桃園市第一選舉區當選。

## 軍事生涯
陸軍官校59期機械系畢業，學生時期擔任實習旅長，當時的學指部指揮官為高華柱上校，兩人在校師生情誼曾為出了名堅定。
于北辰晉升上校時後來也擔任陸軍官校學生指揮部指揮官，在2013年洪仲丘案發生之後，陸軍裝甲兵542旅旅長沈威志少將被調職，獲得時任國防部部長高華柱親自力薦的于北辰接任旅長，升任將軍，年僅45歲。于北辰臨危受命，帶起部隊士氣，要求全體幹部不再有吼罵聲，以講道理的方式領導部屬，同時也強調操演絕對不會因此馬虎，因而深受時任陸軍司令李翔宙上將多次強力肯定，也建立了與李翔宙之間深厚的信任情誼。
2015年因操勞軍務，壓力過大，一度休克，甚至心跳每分鐘只剩39下，送醫急救後自請退伍，實際退伍原因曾於「卸甲歸鄉的理想」中闡述，於此期間，同時調任陸軍司令部委員，由同為裝甲兵科的劉暐欣少將（現任陸軍六軍團副指揮官）接替其原職務，並婉拒時任國安會秘書長高華柱、陸軍司令邱國正上將（時任國防部長）兩人的親自慰留。

## 政治生涯

### 國民黨黨職
于北辰退伍後擔任中國國民黨黃復興黨部桃園市黨部（俗稱「黃國園黨部」）主任委員、又擔任國民黨桃園市黨部副主委。于北辰曾在個人Facebook上表示，願意對時事發表看法是過去在軍中時受到胡鎮埔上将的啟發。
2020年9月7日，于北辰的黃國園黨部主委一職被國民黨黃復興黨部主委臧幼俠無預警解職，由退役少將蔡忠誠接任。于說，國民黨一直希望黨員開發自媒體領域，自己卻因此而得罪高層被拔除職位，會好好沉澱一下，之後若無黨務可干涉，會繼續當他的網紅；國民黨桃園市議會議員黃敬平對于北辰被解職一事深感不平，宣布請辭中常委。于北辰還爆料，將他免職的臧幼俠，則是支持寧可兩岸統一，也不願意屈服在民進黨統治之下。
2021年9月30日，于北辰寄回國民黨黨證欲退黨，獲時任桃園市黨部主委邱奕勝慰留。2021年12月30日，于北辰正式宣布退出國民黨，指出他無法接受九二共識，以及國民黨不敢以強硬態度應對中共，更參與海峽論壇的做法。

### 2022年桃園市議員
2022年1月6日，于北辰宣布將以無黨籍參選桃園區（第一選舉區）議員，並於同年11月26日順利當選第三屆桃園市議員。

## 選舉紀錄
| 年度 | 選舉屆數             | 選舉區           | 所屬政黨 | 得票數 | 得票率 | 當選標記 | 備註   |
| ---- | -------------------- | ---------------- | -------- | ------ | ------ | -------- | ------ |
| 2022 | 第三屆桃園市議員選舉 | 桃園市第一選舉區 | 無黨籍   | 10,781 | 5.21%  |          | [ 18 ] |

## 意識形態
于北辰說「過去國民黨講『統一全中國』，民進黨講『台灣獨立』。現在國民黨傳統政治主張依舊追求統一，而民進黨卻作了調整（以前不講中華民國，後來蔡英文把台獨淡化，主張台灣就是中華民國），把民進黨從急獨的邊緣拉回來，反觀國民黨一直避講台灣，好像講台灣就變成台獨」。于北辰表示「那是我的土地，為甚麼不說？」，不要再認為「講中華民國台灣，就是台獨」，如果國民黨要搶回主導權，要以（台灣當時人口）2,350萬人為依歸，不能背離這塊土地上的人民。
綜合而言，于北辰對於兩岸關係，認為目前是分治狀態，對於此種狀態的定性，于北辰在長期的網路直播發言中，偶爾稱為兩國，也偶爾說台灣本來就是一個主權獨立的國家，它的國號叫中華民國；不過于北辰大多數時候的說詞是中華民國是一個主權獨立的國家、台灣是地理名詞，並表示他的立場是：世界上只有一個中國，就是唯一中華民國，因此可看出于北辰在歷次直播時的說詞之間並未完全一致。其關於兩岸關係的複雜意識理念與偶爾不一致的相關說詞之間，難以被簡單歸類，但依照于北辰主要是稱「唯有以自由民主體制統一中國」、「大陸也是中華民國的錦繡江山」等等說詞綜合而論，若勉強界定，于北辰就短期而言是認為中華民國統治範圍目前就是台、澎、金、馬及其附屬島嶼、反對中共侵犯中華民國這些統治範圍，以及對岸若不自由、民主，就絕不考慮統一等等的略為類似華獨派的立場，就長期而言是不承認中共的統治合法性，認為一旦全中國自由、民主以後自然而然會統一的藍統派，亦即長期而言是略為類似故總統蔣經國的立場。
于北辰也曾數次在網路直播中表示，國家現狀若稱「中華民國台灣」並不妥，其認為應該稱「中華民國在台灣」才精確，這方面又有若干故總統李登輝在特定時期的路線色彩。此外，于北辰堅決捍衛中華民國的國號，認為絕不應該被變更；他在數次網路直播時都曾舉假設例子指出，如果未來某一天中華民國這個國號不論是被改為台灣共和國、或福爾摩莎國、或其他任何的國號，他都拒絕承認與接受，他只接受中華民國為自己國家的國號。
在建軍理念的部分，于北辰曾於2010年提出「廢除三軍」的轉型構想。于北辰身為陸軍，曾連同海軍的國防部戰規司長李喜明中將、空軍的副參謀總長嚴明上將一同提出「國防軍」計畫，但遭到時任三軍高層將領等人封殺此一提案。

## 主持和演出

### 廣播
- news98 《世界一把抓》主持

### 電視劇
| 年份   | 播出頻道      | 片名            | 導演                   | 飾演                               | 備註 |
| 2021年 | YouTube、公視 | 《國際橋牌社2》 | 汪怡昕、林世章、孫大軍 | 馬祖防衛司令部北高指揮部上校參謀長 | 客串 |

## 争议
- 2018年8月12日，于北辰接受《深圳衛視》的節目專訪，他在節目中說：「統一不是一個口號，統一是所有中國人要過好日子，所有中國人要強起來，在世界上走起路來，人家都是非常景仰、非常佩服，這是所有中國人要爭取的。」當時擔任國民黨黃國園黨部主委。[22][23]
- 2020年12月14日，于北辰曾因在民視政论节目《台灣最前線》提及中國人民解放軍演習與台灣地貌，称“你（指解放軍）真的以為台灣的城鎮都跟你們一樣是土房子嗎，這麼矮，裡面都是土坡嗎”[24]，被中国大陆網友取綽號为“土房哥”[25][26]。

- 2021年9月8日，于北辰在年代新聞台《新聞面對面》中指出中華民國仍然是中華5000年歷史的一環，可從歷史上去尋找對於現在的中華民國最有利的角度，他舉例說，在大中華時代，東漢、西漢都自認為「漢」且稱對方是偽政權；東晉、西晉當時都稱自己是「晉」；宋朝雖然分裂，但是南宋、北宋都稱自己為「宋」[27]。由於這些朝代並非同時存在，故遭到網民訕笑[28][29][30]。2021年9月11日，于北辰在臉書專頁「于北辰在桃園」的《「後中華民國」思考的來龍去脈》貼文中解釋說：「我認為以後的歷史會稱呼民國38年（1949）之後的在台灣的中華民國為『後中華民國』，而之前擁有錦綉江山的中華民國為『前中華民國』，甚至叫做『大中華民國』。這種描述，就好像歷史上曾經出現的的西周與東周，西漢與東漢，西晉與東晉，以及北宋與南宋」[31]。
- 2022年3月7日，于北辰在民視政論節目《台灣最前線》上說聶伯河流域有12萬公里，隨後又說烏克蘭東西向10萬公里，南北向6至7萬公里，所以烏克蘭國土面積60萬平方公里是東西向10萬公里乘南北向6至7萬公里。但地球一圈僅4萬公里。[32]

- 2022年8月4日，于北辰在电视节目《新聞挖挖哇》上说：“通常天弓（拦截率）大概是七成，那我三发拦你一发，就210%了，怎么会拦截不到？”他还称“一定是三发，用一个三角函数的方式进行拦截”，称如果用这个方式也拦不到，台湾的中山科学研究院可以关门了[33]。这种说法引发了海峡两岸网友的群嘲[34]，對此中國大陆數學YouTuber李永樂則解釋機率絕對不可能超過100%，而且應以乘法而不是加法計算。[35]
- 2024年5月15日，中共中央台灣工作辦公室（中共中央、國務院台辦）宣佈將對五位台灣「名嘴」：黃世聰、于北辰、劉寶傑、李正皓、王義川等五人及其家屬實施懲戒，原因為長期編造及散播對中國大陸不實的言論[36]。
- 2024年6月16日是中華民國陸軍軍官學校百年校慶日，6月1日于北辰於「陸軍軍官學校」臉書粉專留言稱「沒有收到學校校慶邀請」。6月13日，中華民國國防部記者會上，陸軍司令部參謀長陳建義對此事做出回應 。[37]
- 2024年6月9日，一名中國大陸籍男子駕駛快艇闖進淡水河口漁人碼頭，與交通船發生擦撞並且登上岸，對比于北辰之前於政論節目上表示「中共解放軍攻台找不到路」，引起中華民國國防漏洞之議論[38][39]。

- 2024年5月27日，于北辰於政論節目中暗指前一天在另一節目中稱中共攻臺撐4天的軍事評論者、前中華民國空軍副司令張延廷為「漢奸、台奸、敗類」，遭對方提告，同年12月一審判決于北辰侮辱性的詞語構成名譽侵權，須賠償張延廷新臺幣20萬元，[40][41]，于北辰上訴二審遭駁回，全案確定[42]。
- 2024年9月10日擔任桃園市議員的于北辰自稱收到台灣民眾黨張姓前黨工的爆料，指出張姓前黨工曾經幫忙台灣民眾黨救援硬碟資料，並在硬碟裡看到有關於京華城案1500金流的檔案，並決定將這份檔案交給于北辰，針對此事當事者張姓黨工在YouTube平台上傳一部影片澄清是自己的黨證遭人盜用。[43][44][45]

## 外部連結
- YouTube上的于北辰將軍頻道
- 于北辰的Threads
- 于北辰的Instagram帳戶
- 于北辰的Facebook專頁